# Hemipodus simplex
Hemipodus simplex är en ringmaskart som först beskrevs av Grube 1857.  Hemipodus simplex ingår i släktet Hemipodus och familjen Glyceridae. Inga underarter finns listade i Catalogue of Life.